# Witchfinder General
I Witchfinder General sono un gruppo musicale heavy metal inglese, formatosi nel 1979 a Stourbridge, che prende nome dal titolo originale del film horror del 1968 Il grande inquisitore.

## Storia del gruppo
I Witchfinder General sono stati fondati da Zeeb Parkes e Phil Cope nel 1979 a Stourbridge, in Inghilterra, e presero parte al movimento NWOBHM degli anni ottanta. Essi furono fortemente influenzati dai Black Sabbath, e sono ampiamente riconosciuti oggi come uno dei pionieri dello stile doom metal. L'importanza del gruppo fu riconosciuta per lo più dopo il suo scioglimento, nel 1984.
Nel 2006 si sono ricostituiti (senza la partecipazione di Zeeb Parkes), con il nuovo cantante Gary Martin. Nel 2007 la band ha pubblicato Buried Amongst the Ruins, una CD compilation dal quale sono stati estratti il singolo Burning a Sinner e l'EP Soviet Invasion. Pur affermando che non si sarebbero più esibiti dal vivo, nel 2008 hanno pubblicato l'album Resurrected.

## Formazione

### Formazione attuale
- Gary Martin - voce (2007-presente)
- Phil Cope - chitarra, compositore (1979-1984, 2006-presente), basso in Death Penalty
- Rod Hawkes - basso (1982-1984, 2006-presente)
- Dermot Redmond - batteria (1983-1984, 2006-presente)

### Ex componenti
- Zeeb Parkes - voce, compositore (1979-1984)
- Johnny Fisher - basso (1979-1980)
- Kevin McCready - basso (1981-1982)[4]
- Steve Kinsell - batteria (1979-1982)[4]
- Graham Ditchfield - batteria (1982-1983)[5]

## Discografia

### Album in studio
- 1982 - Death Penalty CD/LP (Heavy Metal Records)
- 1983 - Friends of Hell CD/LP (Heavy Metal Records)
- 2008 - Resurrected CD (Buried By Time & Dust Records)

### Live
- 2006 - Live '83 CD (Nuclear War Now!)
- 2007 - Live '83 CD (Nuclear War Now! - velocità corretta su CD)

### Singoli
- 1981 - Burning a Sinner 7" (Heavy Metal Records)
- 1983 - Music 7" (Heavy Metal Records)

### EP
- 1982 - Soviet Invasion 12" (Heavy Metal Records)

### Raccolte
- 2007 - Buried Amongst the Ruins CD (NWN! Productions / Buried By Time & Dust Records)